# Sarmad Khoosat

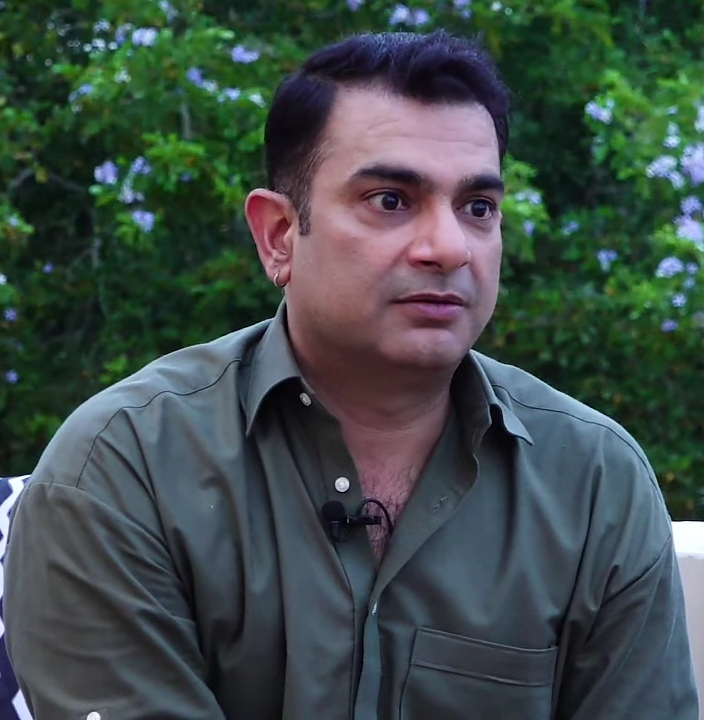
Sarmad Khoosat

Sarmad Sultan Khoosat (* 7. Mai 1979 in Lahore) ist ein pakistanischer Schauspieler, Film- & Fernsehregisseur, Produzent und Drehbuchautor, der vor allem für die Regie der TV-Dramen Humsafar und Shehr-e-Zaat bekannt ist.

## Leben
Khoosat studierte Psychologie an der Government College University in Lahore.
Sein Vater ist der Schauspieler, Produzent und Komiker Irfan Khoosat.

## Filmografie

### Fernsehen
| Jahr | Titel                          | Sender      | Regisseur | Schauspieler |
| ---- | ------------------------------ | ----------- | --------- | ------------ |
| 2007 | Piya Naam Ka Diya              | Geo TV      | Ja        | Ja           |
| 2008 | Mujhe Apna Naam-o-Nishan Milay | Geo TV      | Ja        | Nein         |
| 2011 | Pani Jaisa Pyar                | Hum TV      | Ja        | Nein         |
| 2011 | Humsafar                       | Hum TV      | Ja        | Nein         |
| 2012 | Ashk                           | Geo TV      | Ja        | Nein         |
| 2012 | Shehr-e-Zaat                   | Hum TV      | Ja        | Nein         |
| 2012 | Mera Yaqeen                    | Ary Digital | Ja        | Nein         |
| 2012 | Daagh                          | Ary Digital | Ja        | Nein         |
| 2016 | Mor Mahal                      | Geo TV      | Ja        | Nein         |
| 2017 | Teri Raza                      | Ary Digital | Nein      | Ja           |
| 2017 | Baaghi                         | Urdu 1      | Nein      | Ja           |
| 2017 | Mujhay Jeenay Do               | Urdu 1      | Nein      | Ja           |
| 2017 | Main Manto                     | Geo TV      | Ja        | Ja           |
| 2018 | Noor ul Ain                    | Ary Digital | Ja        | Nein         |
| 2018 | Aakhri Station                 | Ary Digital | Ja        | Ja           |

### Fernsehfilme
| Jahr | Film          | Regisseur | Schauspieler | Anmerkungen                                               |
| ---- | ------------- | --------- | ------------ | --------------------------------------------------------- |
| 2013 | Aina          | Ja        | Nein         | Remake of Aina, a 1977 classic                            |
| 2015 | Dhokay Baaz   | Nein      | Ja           |                                                           |
| 2016 | Ek Thi Marium | Ja        | Nein         | Based on the life of female fighter pilot Marium Mukhtiar |

### Filme
| Jahr | Film            | Regisseur | Schauspieler | Anmerkungen                      |
| ---- | --------------- | --------- | ------------ | -------------------------------- |
| 2015 | Manto           | Ja        | Ja           | Played the titular role of Manto |
| 2018 | Motorcycle Girl | Nein      | Ja           |                                  |
| 2019 | Zindagi Tamasha | Ja        | Nein         |                                  |